# Xyrichtys splendens
 Xyrichtys splendens és una espècie de peix de la família dels làbrids i de l'ordre dels perciformes.

## Morfologia
Els mascles poden assolir els 17,5 cm de longitud total.

## Distribució geogràfica
Es troba des de Bermuda i el sud de Florida (Estats Units) fins al Brasil, incloent-hi el Carib.